# Roque de Garachico
Roque de Garachico este o arie protejată (arie specială de conservare — SAC, sit de importanță comunitară — SCI, arie de protecție specială avifaunistică — SPA) din Spania întinsă pe o suprafață de 3,21 ha, integral pe uscat.

## Localizare
Centrul sitului Roque de Garachico este situat la coordonatele 28°22′47″N 16°45′45″W / 28.3796°N 16.7625°V.

## Înființare
Situl Roque de Garachico a fost declarat arie de protecție specială avifaunistică în octombrie 2022 pentru a proteja 8 specii de animale. Alte tipuri de protecție:
- sit de importanță comunitară (în octombrie 1999)
- arie specială de conservare (în ianuarie 2010)[1][3][4]

## Biodiversitate
Situată în ecoregiunile  și marină macaroneziană, aria protejată conține 4 habitate naturale: Peșteri marine scufundate complet sau parțial, Recifuri, Faleze cu floră endemică de pe coastele macaroneziene, Tufărișuri termo-mediteraneene și de pre-deșert.
La baza desemnării sitului se află mai multe specii protejate de  păsări (8): Bulweria bulwerii, Calonectris borealis, egretă mică (Egretta garzetta), șoim călător (Falco peregrinus), Hydrobates castro, vultur pescar (Pandion haliaetus), Puffinus lherminieri, turturică (Streptopelia turtur).